# Хань Шаньтун
Хань Шантун (韓山童 умер в 1351 г.) — один из первых лидеров Восстания красных повязок в Китае против владычества монгольской династии Юань.

## Биография
Родился в Луаньчэне, провинция Хэбэй. Он утверждал, что является потомком китайского императора Хуэй-цзуна из династии Сун (1082—1135), предпоследнего императора династии Северная Сун, и восстал против возглавляемой монголами династии Юань.
Наводнение Хуанхэ в 1344 году вызвало тяжелые потери, вынужденное переселение, голод, эпидемии и кризис в Даду, столице Юаньской империи. Народное недовольство правящей династией Юань было вызвано масштабным проектом по строительству реки Хуанхэ в 1351 году.
Во время работ он утверждал, что нашел каменное изображение только с одним глазом и пророчеством о восстании, начертанным на его спине (Цаомуцзы). Вероятно, это было отражением некоторых народных верований, уже широко распространенных в провинции Хэнань того времени. Хань Шантун провозгласил возрождение Будды Майтреи и скорое пришествие «Короля Света» (天下大亂，彌勒下生，明王出世). По-видимому, он использовал этот титул для себя (хотя такой исторической записи нет, после его смерти его сын стал известен под титулом «Юный король Света», что является косвенным свидетельством).
Хань Шантун нашел верного сторонника в лице Лю Футуна (劉福通). После того, как заговор был раскрыт, Хань был казнен.

## Сын и наследие
Сын Хана, Хань Линьэр (韓林兒), стал символом следующего восстания, ведущим генералом которого стал Лю Футун. Чжу Юаньчжан, будущий основатель династии Мин, был подчиненным Хань Линьэр ещё в 1363 году. Хотя военная мощь Хань и Лю снизилась после 1359 года, Линьэр, вероятно, считался законным будущим императором. Однако в 1366 или 1367 году он случайно утонул в пруду, не добившись правления. Есть подозрение, что утопление было инсценировано агентами Чжу Юаньчжана; к этому времени Чжу Юаньчжан уже приближался к победе в своей борьбе за Небесный Мандат (История напоминала Сян Юя и марионеточного императора И-ди).
Исторические источники о смене власти до основания династии Мин были уничтожены или подверглись жесткой цензуре, чтобы скрыть низкое происхождение императора-основателя и его отношение к повстанцам. По этой причине сведения о Хань Шантуне и других вождях повстанцев очень скудны.